# 洛巴奇夫卡
50°25′15″N 24°58′5″E / 50.42083°N 24.96806°E
洛巴奇夫卡（烏克蘭語：Лобачівка），是烏克蘭的村落，位於該國西部沃倫州，由盧茨克區負責管轄，始建於1680年，面積1.34平方公里，海拔高度223米，2001年人口841，人口密度每平方公里628.08人。